# وادي الأحسبة
وادي الأحسبة هو من أطول الأودية في جنوب المملكة العربية السعودية. يقع الوادي في تهامة ويصب في البحر الأحمر ويتجه من الشرق إلى الغرب. يبلغ طوله 50 كم. تَصُب فيه عدة مصاب من أهمها بطاط وشدا، ويمر بالعديد من البلدات. يشتهر وادي الأحسبة بكثرة أشجاره وبخصوبة أرضه وعذوبة مائه وكثرة إنتاجه من الفواكه والخضروات وخاصة في الوقت الحاضر بعد تطور أدوات الزراعة.

## قرى الوادي
- النيلة
- العمار
- القضب
- الشعيرة
- الحدبة
- الوطاة
- عذيبة
- عقراء
- مغنية
- الصافي
- الشملة
- الساحل
- مديدة
- البنان
- أم الخشب
- النسيري

## قبائل الوادي
- بنو عبدالله وهم من قبيلة غامد ومنهم في تهامة:(ومنهم من يسكن في السراة من ابناء عمومتهم ) أما في تهامة من بلادهم: ذي عين وادي نيرا ووادي منجل ووادي شعاق ووادي راش ووادي الجنش، وحواز والمخواة والعياش ووادي الأحسبة.[3]
- بنو عبدالله غامد:  وينتشرون في الأصل في مكة وضواحيها الشرقية والشمالية الشرقية والجنوبية، وفي الطائف، ورنية والخرمة وتربه وفي وادي الأحسبة والليث وغيرها.[4]
- الأشراف الصمدان: ومنهم آل جهيب و آل يحيى و آل قاسم

- آل ثابت العبادلة: وهم أحد الفروع الرئيسية لعبادلة الأحسبة ويسكن عقبهم  بوادي الاحسبة بقرية أم خشب والتي تمتاز بكثرة المزارع واراضيهم ذات خصوبة شهيرة وفروعهم ال عقيل و، آل راجح.
- آل جار الله العبادلة: وفروعهم الآل قليل، آل جبارة، الكدوية
- ال حماد العبادلة يسكنون بوادي الاحسبة من الجهة الشمالية بقريتي الشغرة والشعيرة
- بني يحيى ومنهم: الآل جابر، ال بن ياسين، آل أبي راية، الرواجحة، آل سلطان.[5]